# Heikki Jauhopää
Heikki Jauhopää, död 1586, var en finländsk klok gubbe som avrättades för häxeri. 
Han ställdes inför rätt i Kemi för att ha orsakat flera personers död med hjälp av trolldom.  
Han anmäldes av Hannu Sanainen, som uppgav att Jauhopää hade förorsakat hans dotters död med hjälp av trolldom. Hans dotter hade lånat en släde av Jauhopää utan lov och råkat förstöra den, och Jauhopää hade då förklarat att hon inte skulle förstöra en släde igen: hon avled strax därpå. 
Paavali Tervainen uppgav att hans dräng Niilo Olavinpoika hade slagit hö från en äng som tillhört Jauhopää, varefter också han hade dött, sedan Jauhopää sagt att han inte längre skulle lyfta sin skära. Martti Mikaelinpoja uppgav att hans hustru fått lite av höet, och Jauhopää hade då höet skulle vara sött att äta, men betala surt igen, och två av hennes kor hade då dött. 
Jauhopää egen fru Maarit, som hade lämnat honom, bekräftade det sista vittnesmålet och vittnade också om att hon själv hade fött ormar; hon hade därför återvänt till honom, men sagt till andra att hon gjorde det enbart för att hon var rädd för hans trolldom. 
Heikki Jauhopää dömdes till döden för trolldom 9 juli 1586 och halshöggs. Avrättningar för trolldom var ovanligt i Finland vid denna tid, där de vanligen slutade i böter. 